# Kamsé (Soudougui)
Ne doit pas être confondu avec Kamsé (Thyou).
Kamsé est une commune située dans le département de Soudougui de la province de Koulpélogo dans la région du Centre-Est au Burkina Faso.